# إم-113
ام 113 ناقلة جنود مدرعة مجنزرة طورت بواسطة موسسة فوود ماشينري كورب (FMC Corporation) واختبرت أول مرة من قبل وحدات المشاة الالية في الجيش الأمريكي في فيتنام نيسان / أبريل 1962 . وال ام 113 أكثر المدرعات الأمريكية استخداما خلال حرب فيتنام ، حيث استخدمت لاختراق الادغال وسط الغابات الكثيفة واجتياح مواقع العدو (وكان الثوار الفيتنامين يسمونها التنين الأخضر).
ام 113 استخدمت درع المنيوم جديد مما جعل المدرعة اخف من سابقاتها ، ولكنها قوية كفاية لحماية الطاقم والركاب بداخلها من نيران الاسلحة الصغيرة لكن خفيفة بما يكفي لتُحمل جوا إضافة لكونها برمائية .
وقد استبدلت ال ام 113 بمدعات احدث من نوع أم2 برادلي كمدرعة صف أول ، لكن اعداد كبيرة من ال ام 113 ماتزال في الخدمة وتلعب ادوار الدعم مثل مدرعة اسعاف ، حاملة هاون ، مدرعة اصلاح ، مدرعة قيادة ، الخ .
أنتجت ام 113 بانواع متعددة وانتشر استخدامها في جميع انحاء العالم ، وفي الولايات المتحدة تشكل ال ام 113 بانواعها المختلفة حوالي نصف مدرعات الجيش الأمريكي اليوم ، وحتى اليوم يقدر عدد ما انتج من ام 113 80,000 مدرعة تستخدم في حوالي 50 بلدا حول العالم مما يجعلها من بين أكثر مدرعات العالم انتشارا. يخطط الجيش الأمريكي لاستبدال ال ام 113 ب (مركبات مدرعة متعددة الاغراض) وتعرف اختصاراً ب (AMPV) بحلول عام 2018 .
تم وقف إنتاج الإم-113 في عام 2007. وبدأ الجيش برنامج المركبة المدرعة متعددة الأغراض (AMPV) للبحث عن بديل. في عام 2014، اختار الجيش الأمريكي مقترح شركة بي أيه إي سيستمز لنسخة بدون برج من مركبة برادلي القتالية لتحل محل أكثر من 2,800 إم-113 في الخدمة.

## التطوير
كان الجيش الأمريكي يستخدم نوعين من المدرعات الأولى ثقيلة وتسمى ام 75 والاخرى اخف وزنا واقل تدريعا وتسمى ام 59 ولكل من النوعين عيوبه ف ام 75 كانت ثقيلة وغير برمائية ولايمكن نقلها جواً بالإضافة إلى كلفتها الباهضة، بينما ابرز عيوب ال ام 59 فكان درعها الخفيف .وكان الجيش الأمريكي يتطلع إلى مدرعة تجمع المميزات في كلا التصميمين  وقد عملت موسسة فوود ماشينري كورب (التي أنتجت المدرعتين السابقتين)مع شركة كيسر المنيوم اند كيميكل كو . اواخر عقد الخمسينات لتطوير درع من الالمنيوم باستخدامه يمكن إنتاج مدرعة قادرة على توفير حماية ام 57 , وخفة وزن وحركية ال ام 59 .
قدمت موسسة فوود ماشينري نموذجين الأول باسم تي 113 والثاني باسم تي 117 , وقد اختير ال تي 113 لوزنه الاخف مقارنة بمنافسه مع توفيره نفس القدر من الحماية .

###### الاستخدام العام في القتال
لعبت ناقلات الإم-113 دورًا فعالًا في عمليات الاستطلاع بالقوة (RIF)، ومهام البحث والتدمير، والتوغلات في خطوط العدو. مثلما فعلت الولايات المتحدة في غزو كمبوديا في 1 مايو 1970 وبعد ذلك لاوس (عملية لام سون 719) في عام 1971؛ استخدمت جميعها إم-113 كسلاح فُرسان ورأس حربة الجيوش البرية. أثناء العمل مع سلاح الفرسان والوحدات المدرعة، غالبًا ما عملت ناقلات الإم-113 جنبًا إلى جنب مع دبابات إم-48 باتون وM551 Sheridan ‏ الأمريكية.
استخدم جيش جمهورية فيتنام أيضًا ناقلات الجنود المدرعة إم-113. في عام 1963 أثناء حرب فيتنام كان أول من قام بإستخدامها كـ"مركبة فرسان هجومية مدرعة" أو "ACAV"، حيث كان مفهومًا وتعديلًا ميدانيًا جديدًا. استخدمها الجيش كناقلة جنود مدرعة وكمركبة قتال مشاة، وفي أغلب الأحيان، كدبابة خفيفة بدلاً من أن تكون "كناقلة جُند قتالية" كما تُمليه عقيدة الجيش الأمريكي. في عام 1975، ومع أخر مراحل الحرب وسقوط مدينة سايجون عاصمة الجنوب، تم تدمير والاستيلاء على 1381 ناقلة إم-113.

## التسليح

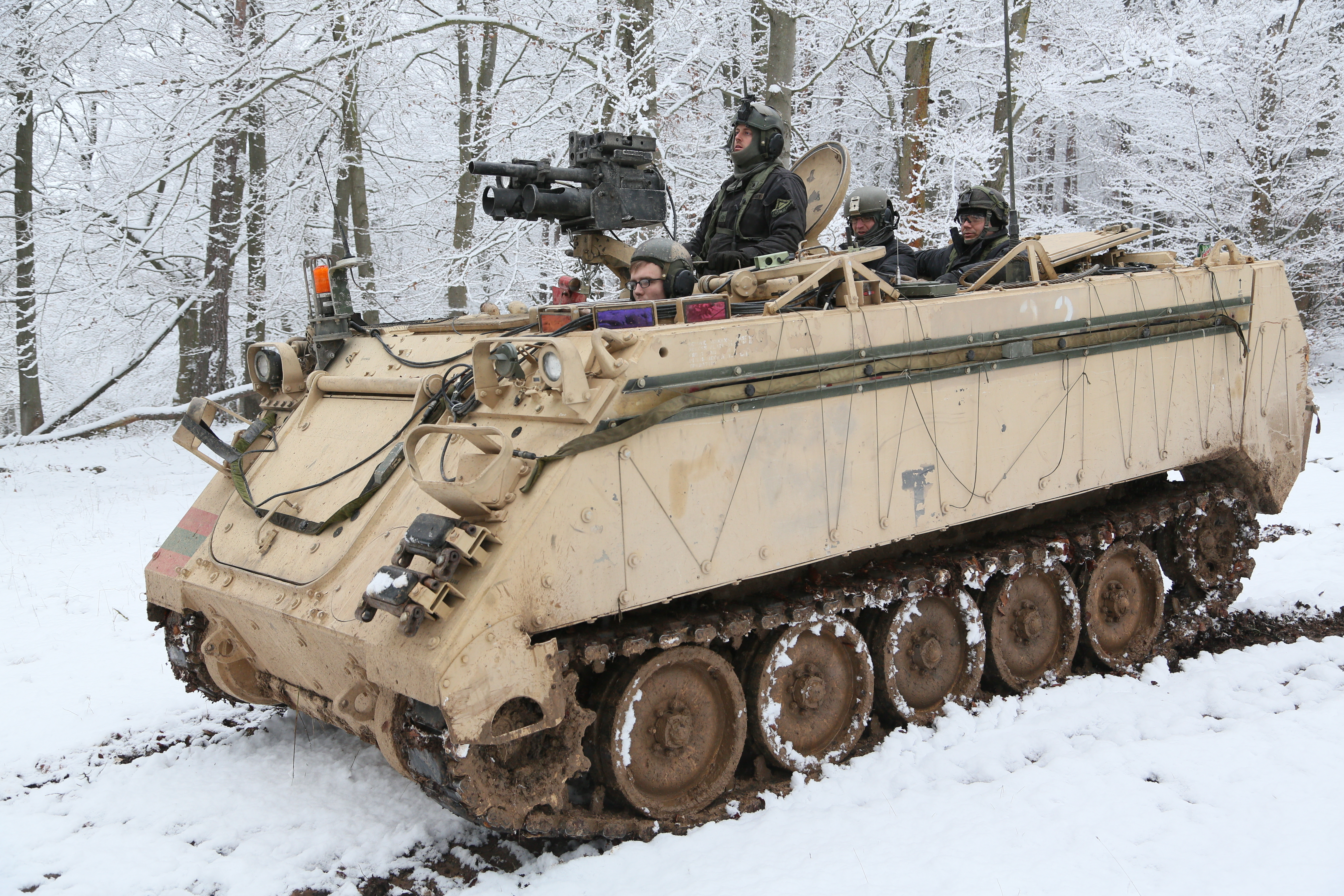
ناقلة M113-OSV تابعة للجيش الأمريكي من الكتيبة الأولى لفوج المشاة الرابع، أثناء إجراء عمليات استطلاع أثناء تمرين Allied Spirit في القوة المشتركة متعددة الجنسيات. مركز الاستعداد في بافاريا بألمانيا عام 2015.

تسلح ناقلة الجنود المدرعة ام 113 اساساً بعدد من انظمة الاسلحة . أكثر سلاح مستخدم هو المدفع الرشاش المفرد ام 2 عيار 50 , ويمكن ان تزود المدرعة ب قاذف رمان اوتوماتيكي ام كي 19 عيار 40 ملم . ويمكن ان تزود المدرعة بعدد من الاسلحة المضادة للدبابات وقد طور الجيش الأمريكي طقم لاستخدام صواريخ مضادة للدبابات «ام 47 دراغون»، و«بي جي ام - 71 تاو» ، في حالة ام 47 يتم تركيب منظومة الصواريخ دون الحاجة إلى نزع المدفع الرشاش ،وهذا يمكن القائد من استخدام كلا السلاحين . ويمكن نصب مدافع بذخائر شديدة الانفجار بعيار يتراوح من 20 ملم إلى 105 ملم مما يجعل المدرعة تتحول إلى سلاح هجومي ومدرعة اسناد ناري مع احتفاضها بمقصورة لنقل جنود المشاة الراجلة أو جنود الدروع.

## الدرع
صنعت مدرعة ام 113 من خليط المنيوم يسمى(5083 aircraft-quality aluminum alloy) مما يمنح المدرعة نفس قوة الفولاذ مع خفة الوزن
نسبياً .

## الحركة
يسمح وزنها الخفيف باستخدام محرك صغير نسبيًا لتشغيلها، وهو محرك ديترويت 6V53 V6 ديزل ثنائي الشوط بسعة 5,210 سم٣ مع ناقل حركة أوتوماتيكي Allison TX-100-1 ثلاثي السرعات. وهذا يسمح للمركبة بحمل حمولة كبيرة عبر مسافات شاسعة أو نقلها بطائرات ثابتة ودوارة. يمكن للنسخ الأولية من الإم-113 الإبحار دون نشر ستائر التعويم، ويتم دفعهم في الماء بواسطة مساراتهم.

## الدول المستخدمة

مستخدمون حاليون
المستخدمون السابقون

### المستخدمون الحاليون
- أفغانستان
- الأرجنتين
- أستراليا
- البحرين
- بوليفيا
- البوسنة والهرسك
- البرازيل
- كمبوديا
- كندا
- تشيلي
- قبرص
- الدنمارك
- الإكوادور
- ألمانيا
- اليونان
- غواتيمالا
- إيران
- العراق
- إيطاليا
- الأردن
- حزب الله
- الكويت
- لبنان
- ليتوانيا
- المغرب

## معرض الصور

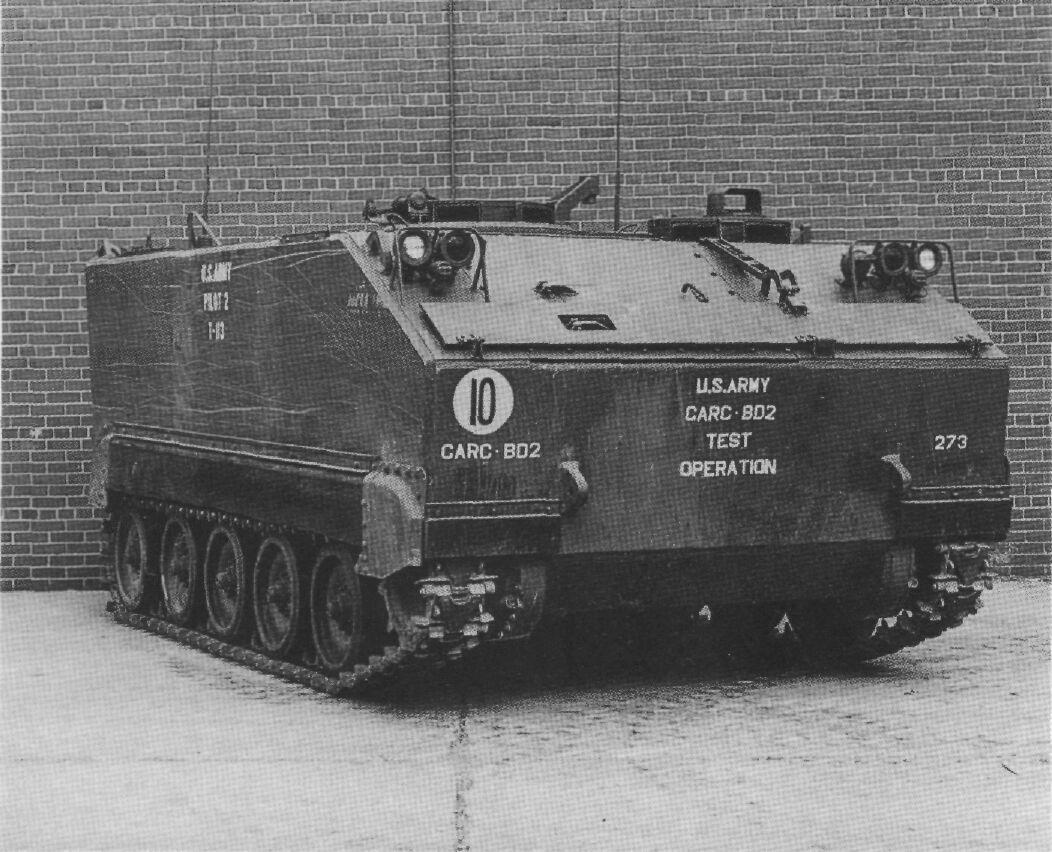
نموذج تي 113
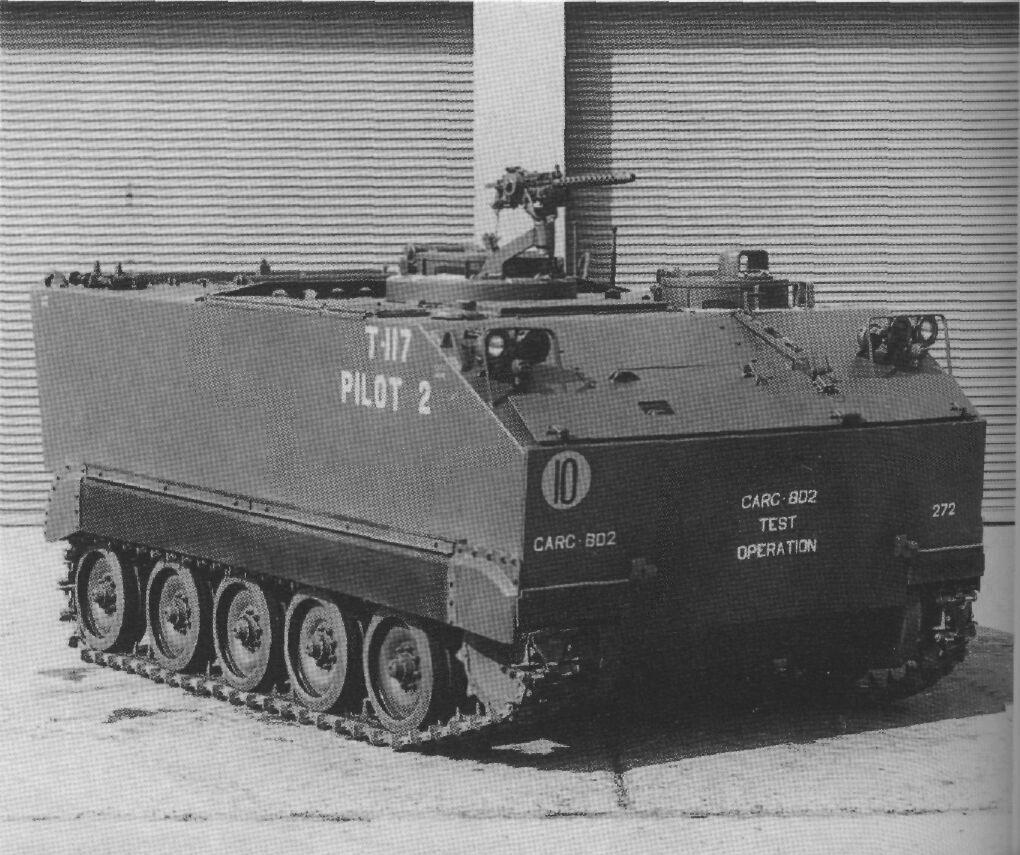
نموذج تي 117
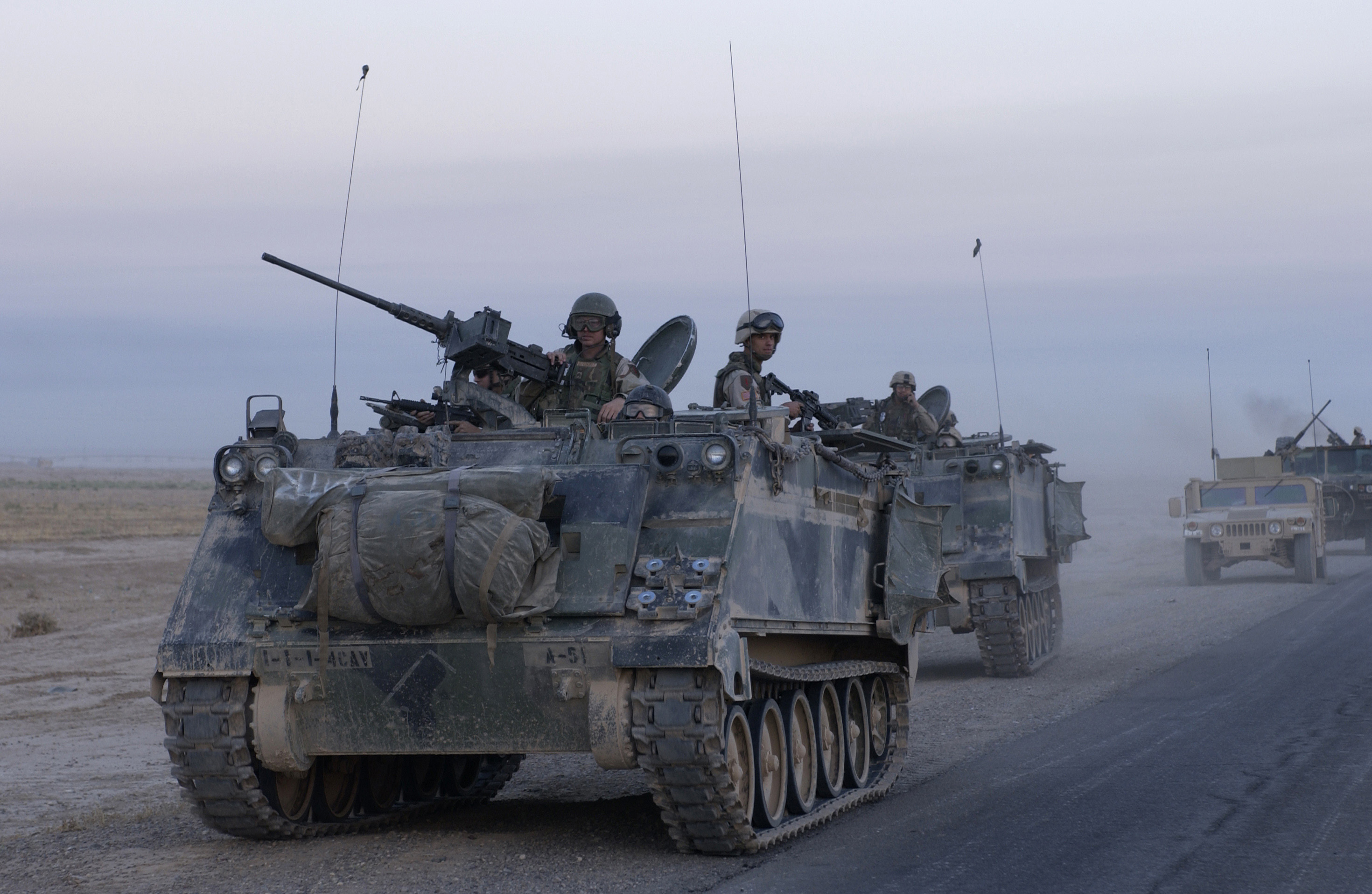
ام 113 أمريكية في سامراء العراق عام 2004
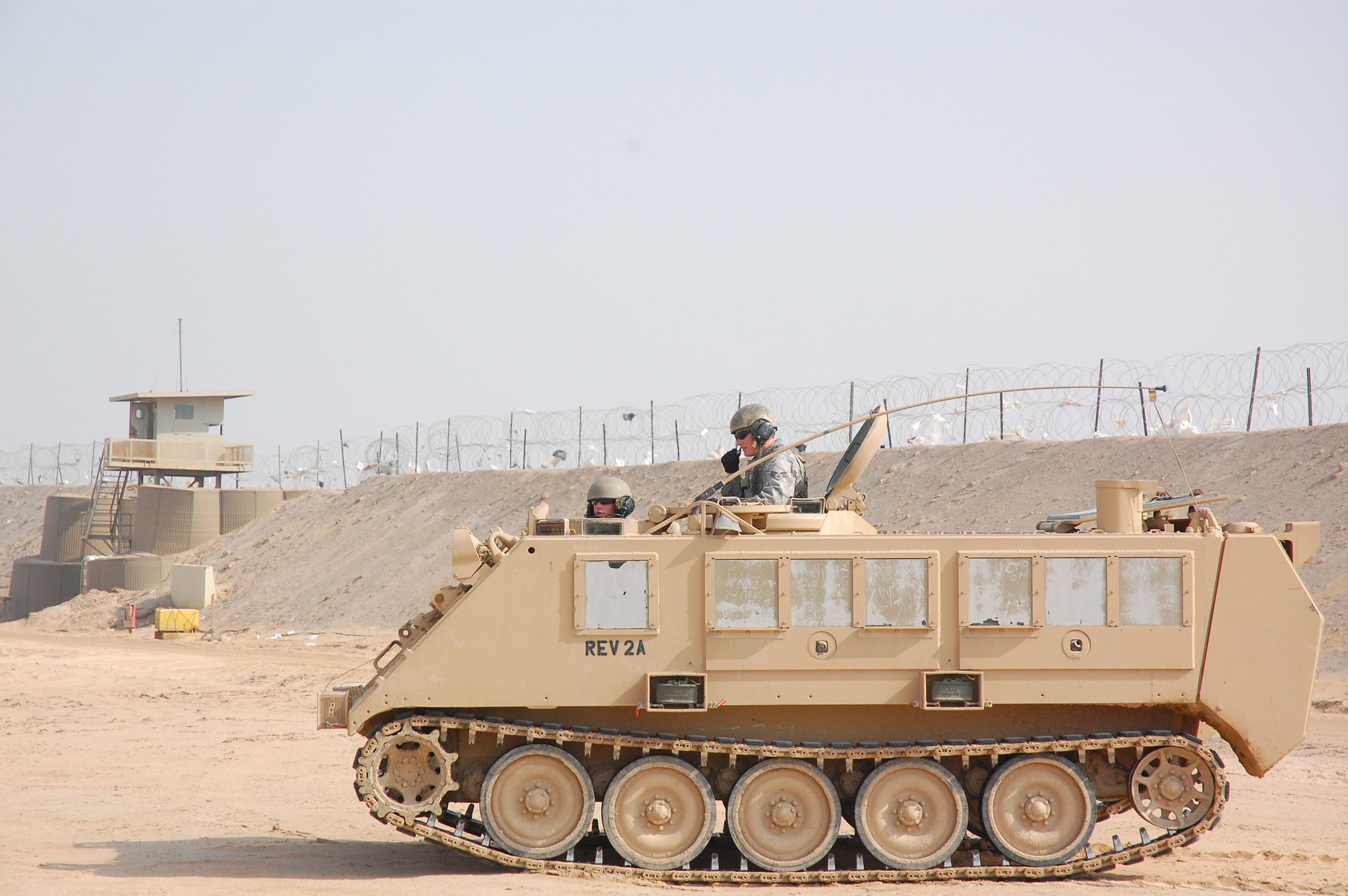
ام 113 قرب معسكر بوكا في العراق
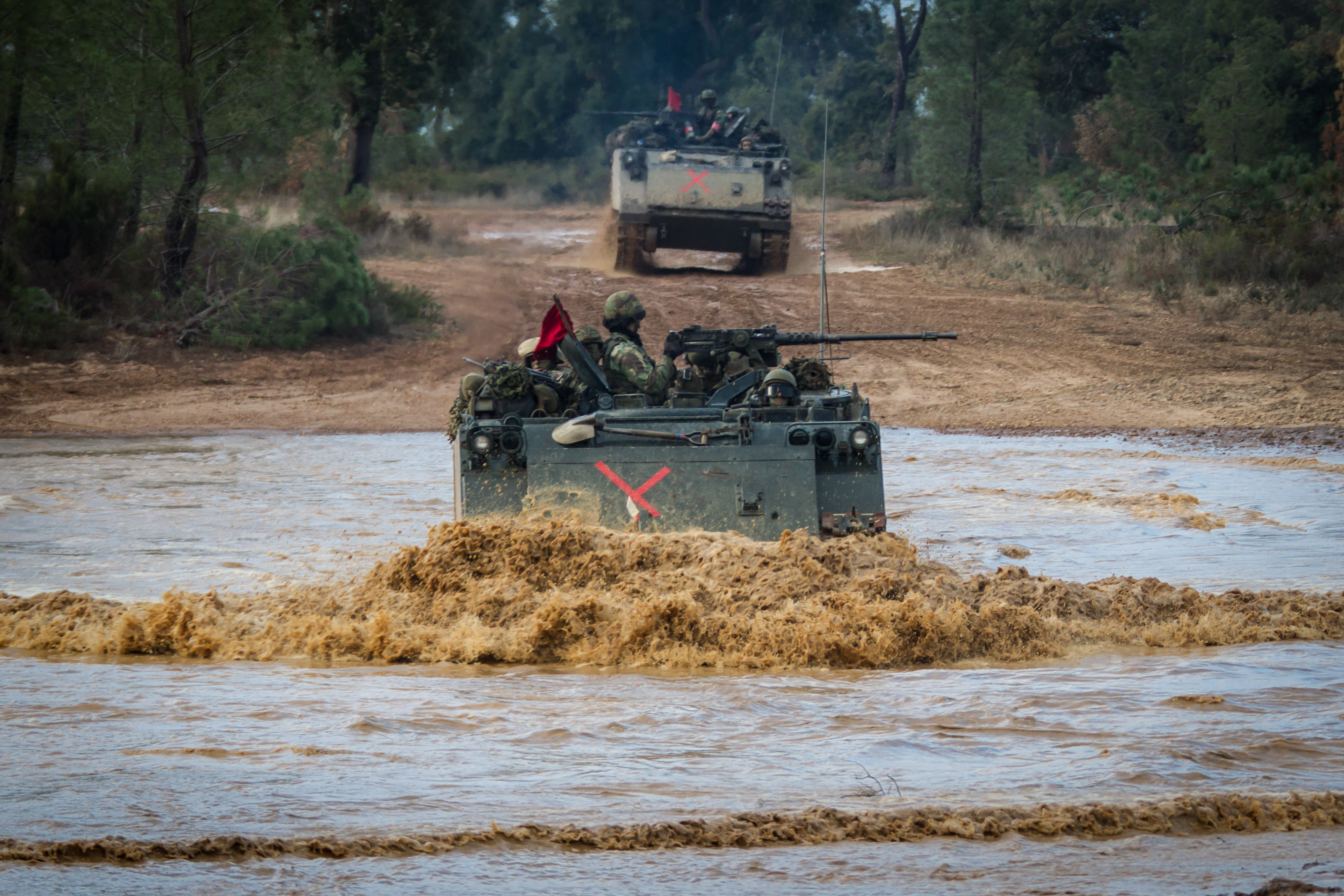
إم-113 برتغالية تعبر مجرى مائيًا
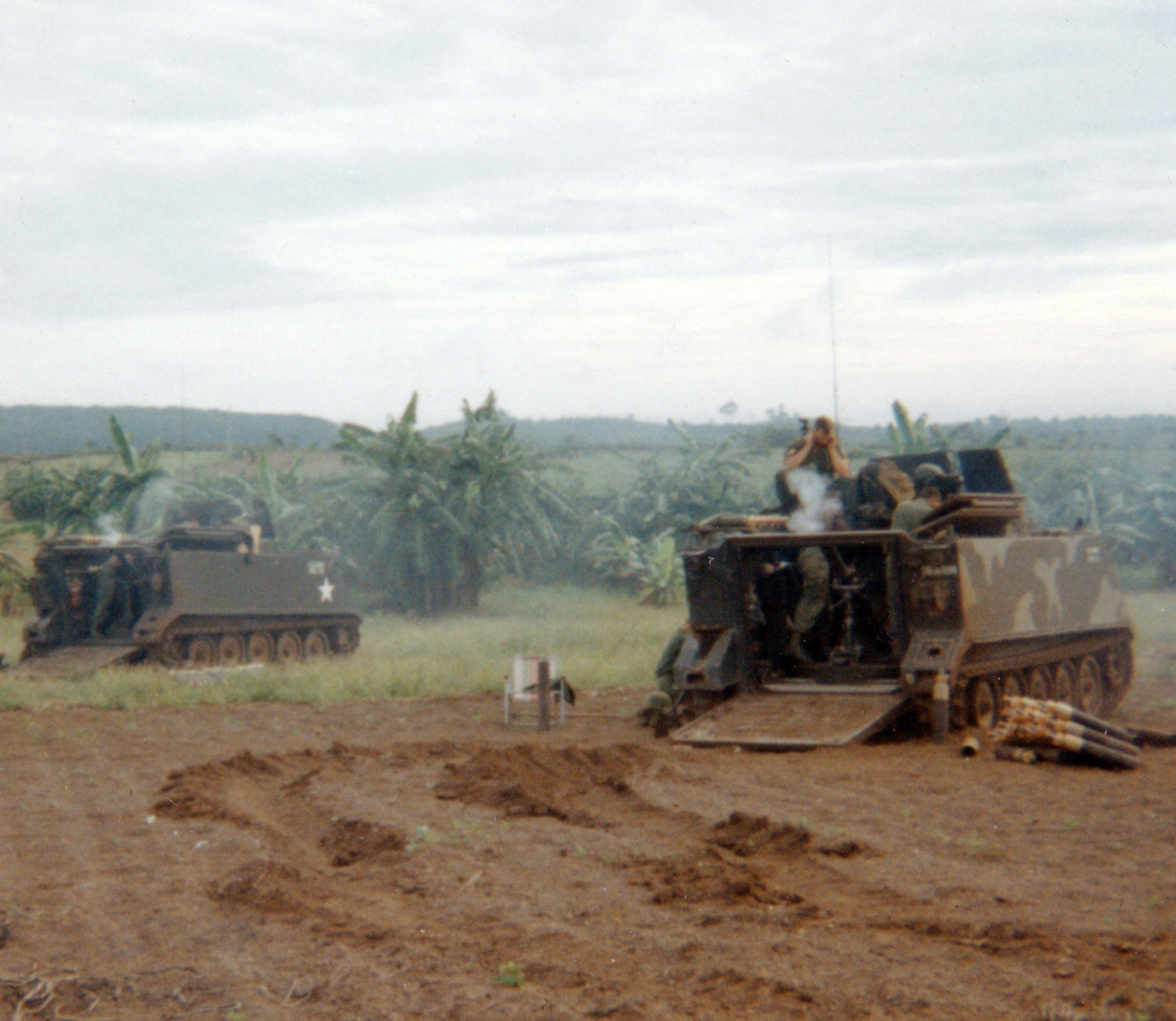
إم-113 مزودة بمدافع الهاون مقاس 4.2 بوصة من طراز D/16 Armor، الفرقة 173 المحمولة جواً، في مهمة إطلاق نار في عملية "واكو" في فيتنام.
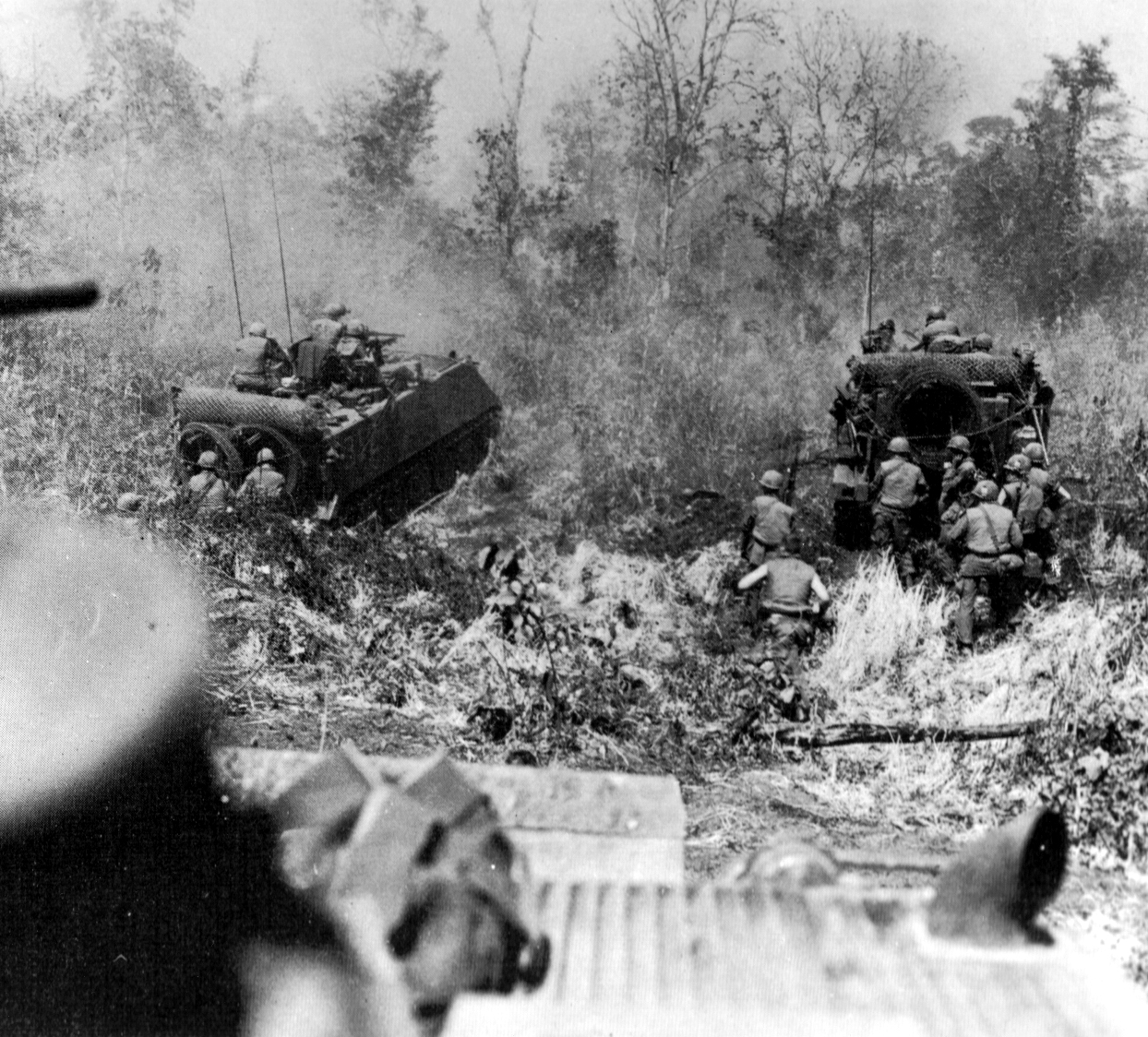
مدرعة إم-113 في حرب فيتنام حيث تقوم بتطهير الطريق عبر الأشجار الكثيفة بينما يتبعها جنود المشاة.
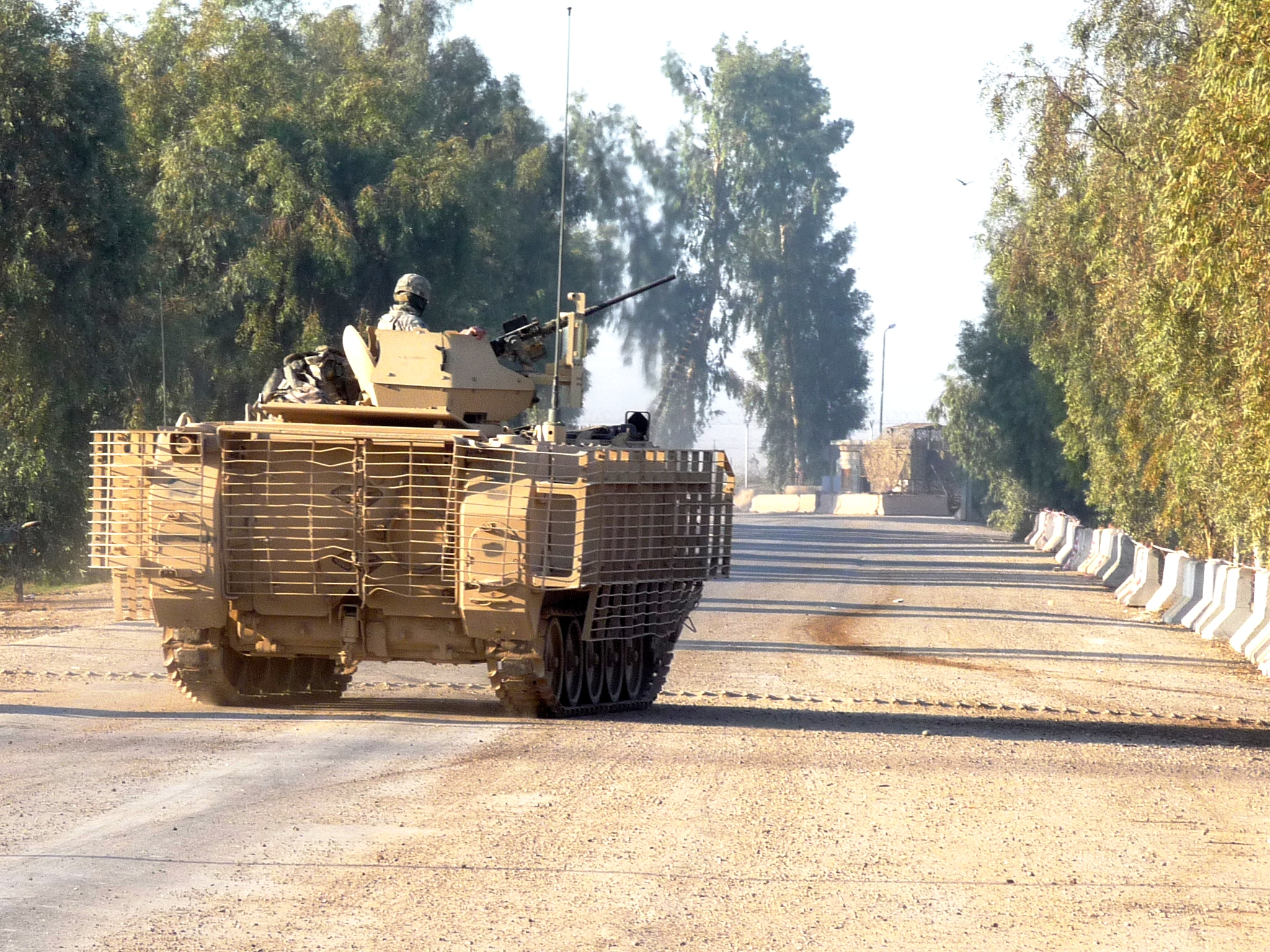
مدرعة إم-113 تابعة للقوات الجوية الأمريكية في قاعدة بالعراق في نوفمبر 2008. كانت المركبة جزءًا من قوات الاستجابة الفورية، مجهزة بدروع شبكية ومدفع رشاش براوننج M2.
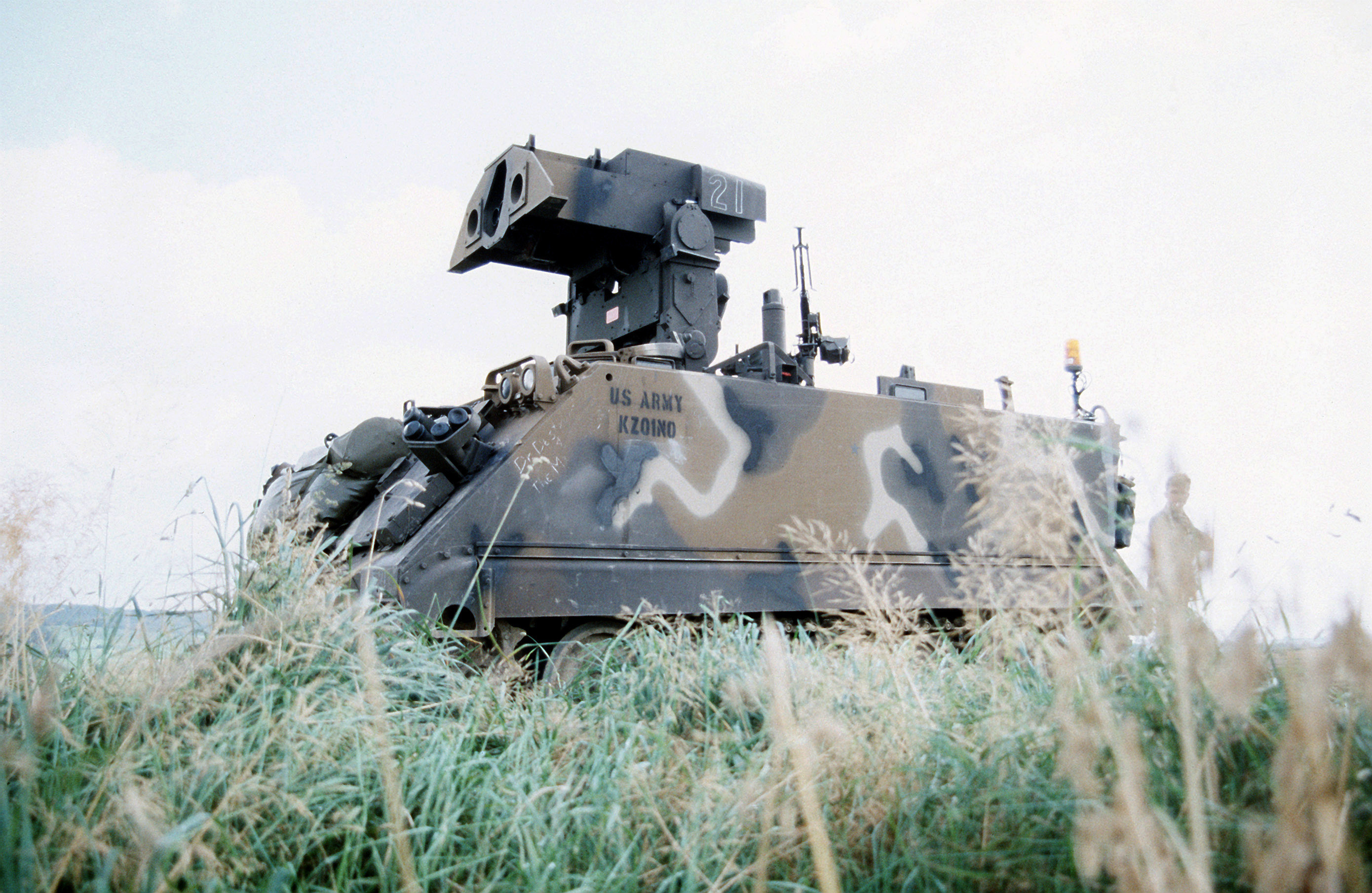
مركبة إم-113 مزودة بنظام بي جي إم-71 تاو المضاد للدروع.

## اقرأ ايضاً
- إف في510 واريور
- بي إم بي-3